# Прокопенково
Прокопенково (укр. Прокопенкове), село, 
Козиевский сельский совет,
Краснокутский район,
Харьковская область.
Код КОАТУУ — 6323583204. Население по переписи 2001 года составляет 11 (6/5 м/ж) человек.

## Географическое положение
Село Прокопенково находится на левом берегу реки Веселая,
ниже по течению на расстоянии в 1 км расположено село Высшевеселое (Сумская область).
На реке несколько запруд.
Рядом проходит автомобильная дорога Р-46.

## История
- 1699 — дата основания.